# Salvador Oliva i Llinàs
Salvador Oliva i Llinàs   (Banyoles, 6 de desembre de 1942) és un traductor, poeta i professor universitari a la retirada professional. És llicenciat en Filologia romànica i doctor en Filologia catalana per la Universitat de Barcelona. Va ser professor a la Universitat de Girona durant gairebé quaranta anys, fins que el 2013, essent catedràtic de Filologia catalana, es va retirar.
A més de la totalitat de l'obra teatral i poètica de William Shakespeare, ha traduït en català obres de W. H. Auden, Lewis Carroll, Dylan Thomas, Oscar Wilde, R. L. Stevenson, Washington Irving i Jean-Claude Grumberg.

## Obra

### Assaig
- Mètrica catalana (1981)
- Introducció a la mètrica (1986, reeditat el 2008 amb el títol Nova introducció a la mètrica)
- La mètrica i el ritme de la prosa (1992)
- Introducció a Shakespeare (2001)
- Tractat d'elocució (2006)
- Poesia i veritat (2015)
- La rehumanización del arte (2015)
- Epístoles a Josep Carner (2018)

### Poesia
- Marees del desig (1975)
- Terres perdudes (1981)
- El somriure del tigre (1986)
- Retalls de sastre (1988)
- Fugitius (1994)
- Complements circumstancials (1998)
- Poesies reunides (2022)